# Coulombiers, Sarthe

Coulombiers este o comună în departamentul Sarthe, Franța. În 2009 avea o populație de 425 de locuitori.